# جيانا لين
جيانا لين (بالإنجليزية: Gianna Lynn)‏ وهي ممثلة إباحية أمريكية من أصل فليبيني إسباني صيني ولدت في يوم 23 نوفمبر 1984 في الفلبين وهي تقيم حاليا في كاليفورنيا في الولايات المتحدة بدأت عملها في 2005 وهي مستمرة لحد الآن.

## روابط خارجية
- جيانا لين على موقع IMDb (الإنجليزية)
- جيانا لين على موقع قاعدة بيانات الفيلم (الإنجليزية)
- جيانا لين على موقع كينوبويسك (الروسية)